# 강동훈 (성악가)
강동훈(1991년 12월 24일 ~ )은 대한민국의 성악가다.

## 방송
- 팬텀싱어 3 (2020) - Top16(13위)

## 음반
- 팬텀싱어3 Episode.4 (2020)
- 팬텀싱어3 Episode.6 (2020)
- 팬텀싱어3 Episode.7 (2020)
- 팬텀싱어3 Episode.8 (2020)
- 시간에 기대어 (2021)
- 산아 (2021)

## 공연
- 바리톤 강동훈 리사이틀 (2020)
- 송년음악회 <아름다운 그대에게> (2020)
- 바리톤 강동훈 리사이틀 (2021)
- 장주훈 강동훈 듀오 리사이틀 (2021)